# Ворличек, Вацлав
Ва́цлав Во́рличек (чеш. Václav Vorlíček; 3 июня 1930 года, Прага — 5 февраля 2019 года, там же) — чехословацкий и чешский кинорежиссёр и сценарист, называемый в Чехии королём комедии.

## Биография
Среди наиболее известных его работ — постановка по собственному сценарию фильма «Три орешка для Золушки» (1973). Этот фильм Ворличек снял по собственному сценарию. Во многих европейских странах (Чехия, Германия, Норвегия) эту картину традиционно показывают по телевидению на Рождество.
В 2017 году во время международного кинофестиваля в Карловых Варах режиссёру вручили приз президента смотра за вклад в чешскую кинематографию.
Умер в своем родном городе, Праге, в возрасте 88 лет от рака.

## Фильмография

### Режиссёр
- 1966 — «Кто хочет убить Джесси?»
- 1967 — «Конец агента W4C»
- 1970 — «Пан, вы вдова»
- 1972 — «Девушка на метле»
- 1973 — «Три орешка для Золушки»
- 1974 — «Как утопить доктора Мрачека»
- 1976 — «Бурлящее вино»
- 1977 — «Что если поесть шпината»
- 1977 — «Как разбудить принцессу»
- 1979 — «Принц и Вечерняя Звезда»
- 1979 — «Арабелла»
- 1983 — «Летающий Честмир»
- 1985 — «Румбурак»
- 1993 — «Арабелла возвращается, или Румбурак — король Страны Сказок»
- 1996 — «Волшебный кошелек»
- 1997 — «Жар-птица»
- 1998 — «Лебединое озеро»
- 2000 — «Сокольничий Томаш»
- 2011 — «Оксана в стране чудес» (ориг. назв. «Саксана и лексикон волшебства»)

### Сценарист
- 1973 — «Три орешка для Золушки»